# Coreo-americanos
Coreo-americanos, coreanos-americanos ou coreano-americanos (Hangul: 한국계 미국인, Hanja: 韓國系美國人, Hangukgye Migukin), são cidadãos dos Estados Unidos com ascendência coreana, em maior parte vinda da Coreia do Sul e com uma minoria da Coreia do Norte, China, Japão e da antiga União Soviética. A comunidade coreana americana compreende cerca de 0,6% da população dos Estados Unidos, ou cerca de 1,8 milhão de pessoas, e é o quinto maior subgrupo asiático americano, atrás das comunidades de chineses americanos, filipinos americanos, indianos americanos e vietnamitas americanos. Os Estados Unidos são a casa da segunda maior comunidade diáspora coreana no mundo.

## Demografia
De acordo com o Censo dos Estados Unidos de 2010, existem cerca de 1,7 milhão de pessoas com ascendência coreana vivendo nos Estados Unidos, tornando-o o país com a segunda maior população coreana vivendo fora da Coreia (atrás da República Popular da China). Os dez estados com as maiores populações de coreanos americanos segundo estimações são a Califórnia (452 000; 1,2%), Nova Iorque (141 000; 0,7%), Nova Jérsia (94 000; 1,1%), Virgínia (71 000; 0,9%), Texas (68 000; 0,3%), Washington (62 400; 0,9%), Illinois (61 500; 0,5%), Geórgia (52 500; 0,5%), Maryland (49 000; 0,8%) e Pensilvânia (41 000; 0,3%). O Havaí foi o estado com a maior concentração de coreanos americanos, sendo ela 1,8%, ou 23 200 pessoas.

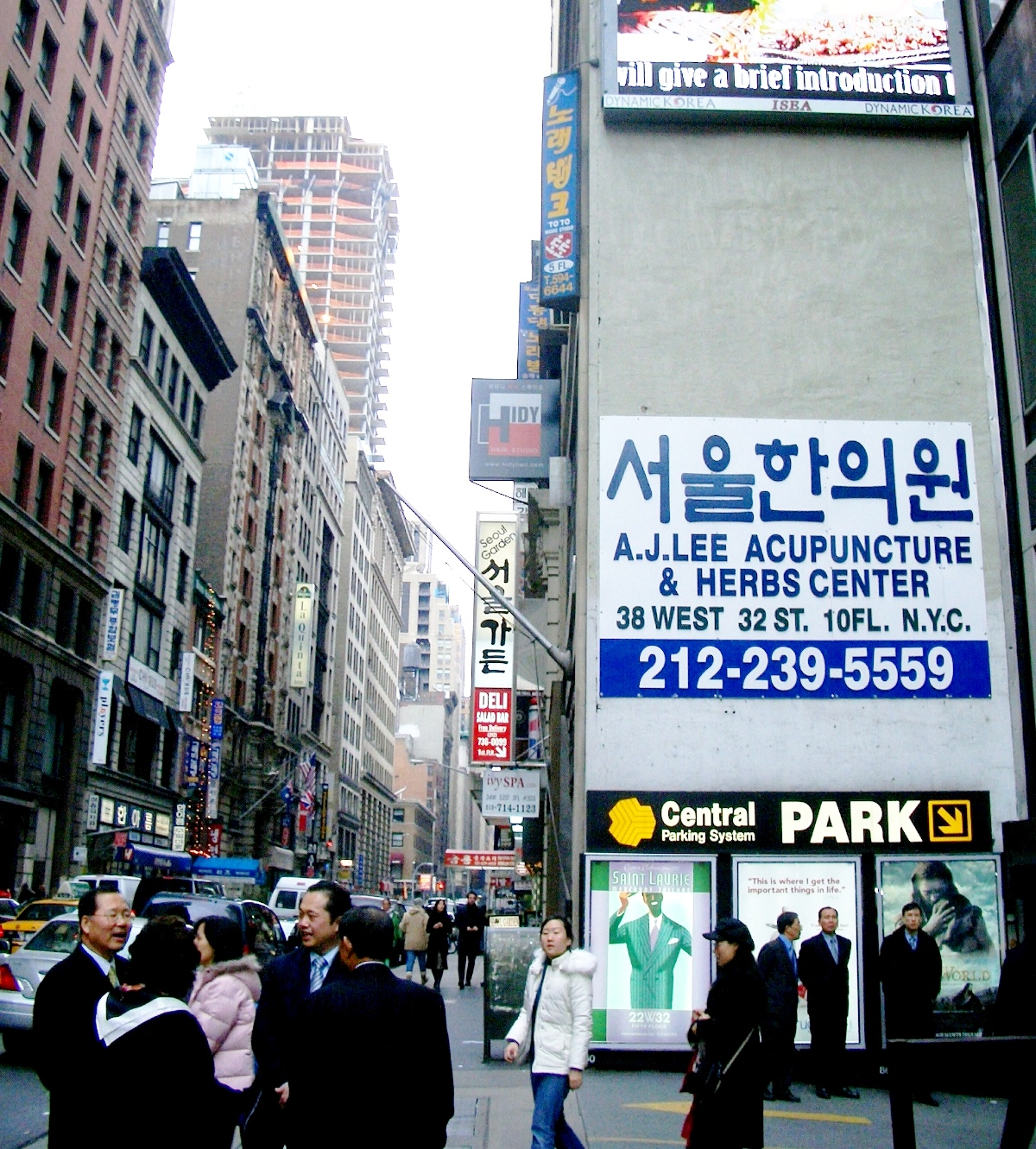
Coreanos americanos atingiram um alto perfil demográfico em algumas das cidades dos Estados Unidos, incluindo Nova Iorque.

As duas regiões metropolitanas com as maiores populações de coreanos americanos segundo o Censo de 2010 foram a Grande Los Angeles (Área de Estatística Combinada) (334 329) e a Região Metropolitana de Nova Iorque (Área de Estatística Combinada) (218 764). A Região Metropolitana Baltimore-Washington está em terceiro lugar, com aproximadamente 93 000 coreanos americanos agrupados nos Condados de Howard e Montgomery em Maryland e Condado de Fairfax em Virgínia. O Sul da Califórnia e a Região Metropolitana de Nova Iorque possuem as maiores populações de coreanos fora da Península da Coreia. Dos Coreanos Americanos que nasceram na Coreia, 226 000 viviam na região metropolitana de Los Angeles em 2012; 153 000 viviam em Nova Iorque (incluindo Nova Jérsia do Norte); e 60 000 viviam em Washington.
A porcentagem de Coreanos Americanos no Condado de Bergen (Nova Jérsia), localizado na Região Metropolitana de Nova Iorque, que era 6,3% segundo o Censo dos Estados Unidos de 2010 (tendo aumentado para 6,9% de acordo com a American Community Survey de 2011), é a maior de qualquer condado dos Estados Unidos. Todos os municípios presentes no top dez dos Estados Unidos de acordo com a porcentagem da população coreana segundo o Censo de 2010 estão localizados no Condado de Bergen, além disso a concentração de coreanos americanos no Palisades Park (Nova Jérsia), no Condado de Bergen, é a maior de qualquer município dos Estados Unidos, chegando a formar 52% da população. Geórgia foi a morada da comunidade coreana dos Estados Unidos que cresceu mais rapidamente, chegando a aumentar em 88,2% durante aquela década. Uma população coreano americana significante reside na Região Metropolitana de Atlanta, principalmente no Condado de Gwinnett (2,7% coreana), e no Condado de Fulton (1,0% coreano).

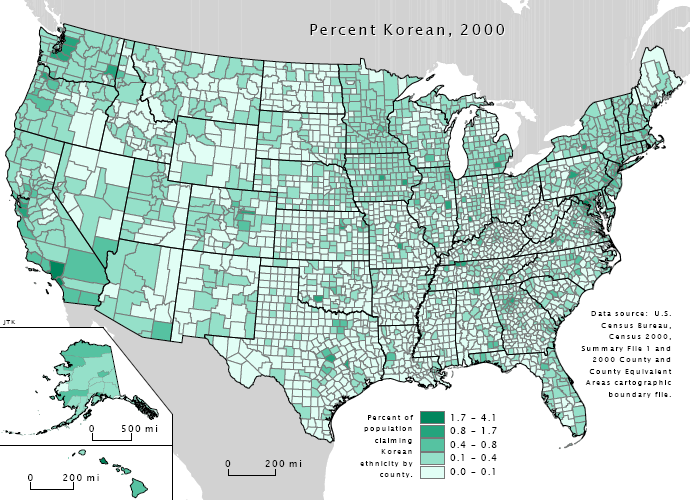

De acordo com as estatísticas da Overseas Korean Foundation e do Ministro de Relações Exteriores e Comércio da Coreia do Sul, 107 145 crianças sul-coreanas foram adotadas nos Estados Unidos entre 1953 e 2007.
Em uma das pesquisas de 2005 do Departamento do Censo dos Estados Unidos, foram estimados que 432 907 dos coreanos vivendo nos Estados Unidos nasceram em solo estadunidense, sendo que 973 780 nasceram no exterior. Os coreanos americanos que se naturalizaram como cidadãos chegaram a 530 100, enquanto 443 680 dos coreanos residindo nos Estados Unidos não eram cidadãos americanos.
Apesar de as pessoas vivendo na Coreia do Norte não conseguirem - exceto por razões raras - deixar o seu país, muitos daqueles com origem norte-coreana vivem nos Estados Unidos, formados de uma porção significante daqueles que fugiram para o sul durante a Guerra da Coreia e mais tarde imigraram para os Estados Unidos. Desde que a Lei dos Direitos Humanos Norte-coreana de 2004 permitiu que desertores norte-coreanos pudessem ser admitidos como refugiados, cerca de 130 pessoas se estabeleceram nos Estados Unidos com esse sob esta condição.

## História
Um dos primeiros coreanos americanos foi Seo Jae-pil, ou Philip Jaisohn, que chegou aos Estados Unidos pouco depois de participar de um golpe com outros progressistas com o objetivo de estabelecer uma reforma política em 1884. Ele tornou-se um cidadão norte-americano em 1890 e adquiriu um diploma de médico em 1892 da Universidade George Washington. Ao longo de sua vida, ele esforçou-se para ensinar a coreanos os ideias de liberdade e democracia, e pressionou o Governo dos Estados Unidos em busca da independência coreana. Ele morreu durante a Guerra da Coreia. Sua residência é agora um museu, administrado por uma organização de serviços sociais com o seu nome que foi fundada em 1975.

Uma pessoa importante dentro da comunidade de imigrantes coreanos é Ahn Chang Ho (também conhecido como Dosan), um ativista social protestante. Ele chegou aos Estados Unidos em 1902 em busca de educação.  Ele fundou a Friendship Society em 1903 e também a Mutual Assistance Society. Ele também foi um ativista político durante a ocupação japonesa da Coreia. Um memorial foi construído em sua honra no centro de Riverside (Califórnia) e a casa de sua família em 36th Place (Los Angeles) foi restaurada pela Universidade do Sul da Califórnia. A cidade de Los Angeles também declarou a interseção entre a rua Jefferson Boulevard e o distrito Van Buren Place com o nome de Dosan Ahn Chang Ho Square em sua honra. O padrão de taekwondo Do-san foi nomeado em sua homenagem.

Imigrantes da Coreia obtendo o status de residente permanente de maneira legal: anos fiscais de 1940 a 2016

Outra importante figura entre a comunidade coreana imigrante foi Syngman Rhee (이승만), um metodista. Ele chegou aos Estados Unidos em 1904 e adquiriu um bacharelado na Universidade George Washington em 1907, um mestrado na Universidade Harvard, e um Ph.D da Universidade de Princeton em 1910. Em 1910, ele retornou à Coreia e se tornou um ativista político. Mais tarde, ele se tornou o primeiro presidente da Coreia do Sul.
Em 1903, o primeiro grupo de trabalhadores coreanos chegou ao Havaí no dia 13 de janeiro, hoje comemorado anualmente como o Dia Coreano Americano, para preencher as lacunas criadas pelos problemas com os trabalhadores chineses e japoneses. Entre os anos de 1904 e 1907, cerca de 1 000 coreanos entraram no continente vindo do Havaí através de São Francisco. Muitos coreanos se dispersaram através da Costa Oeste dos Estados Unidos como trabalhadores agrícolas ou trabalhadores assalariados de empresas de mineração e até trabalhando em ferrovias. Noivas de fotografias se tornaram uma prática comum para casamentos com homens coreanos.
Depois de a Coreia ser anexada pelo Japão em 1910, a migração coreana aos Estados Unidos praticamente parou. A Lei da Imigração de 1924, às vezes referenciada como a Lei de Exclusão Oriental, foi parte de um sistema que limitou a entrada de imigrantes coreanos aos Estados Unidos. Graças a Lei da Imigração e Nacionalidade de 1952, mais oportunidades foram abertas aos asiáticos americanos, possibilitando que os coreanos americanos se movessem dos enclaves para os bairros de classe média. Quando a Guerra da Coreia terminou em 1953, uma pequena quantidade de estudantes e profissionais coreanos adentraram os Estados Unidos. Um grupo maior de imigrantes incluía mulheres casadas com recrutas estadunidenses. Com a promulgação da Lei de Imigração e Nacionalidade de 1965, coreanos tornaram-se um dos grupos asiáticos que mais cresciam nos Estados Unidos, superados apenas pelos Filipinos.
A Lei de Imigração e Nacionalidade de 1965 aboliu o sistema de cotas que restringia o número de asiáticos que tinham permissão para entrar nos Estados Unidos. Grandes quantidades de coreanos, incluindo alguns da Coreia do Norte que chegaram através da Coreia do Sul, vêm imigrando desde então, colocando a Coreia no top seis de países de onde originam imigrantes dos Estados Unidos desde 1975. São diversas as razões para as imigrações, desde o desejo de maior liberdade e a esperança de maiores oportunidades econômicas.

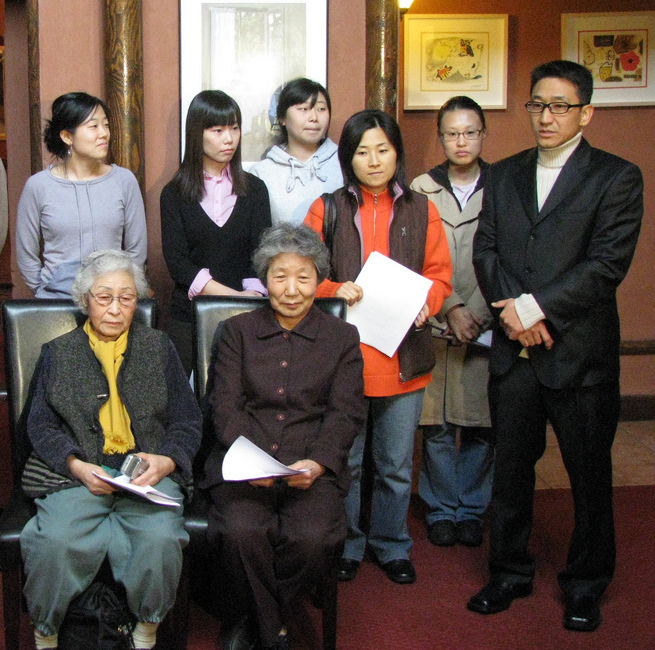
Uma ampla variedade de coreanos americanos.

Nos anos 80 e 90, coreanos começaram a ser reconhecidos por abrirem pequenos negócios como lavadoras a seco ou lojas de conveniência, e também por diligentemente instalarem igrejas. . Eles chegavam a se arriscar em cidades abandonadas e a abrir negócios que possuíam uma demografia predominantemente afro-americana.  Essa situação podia às vezes resultar em tensões com clientes que podiam ser amplamente divulgadas, como representadas em filmes como Do the Right Thing de Spike Lee, além dos Distúrbios de Los Angeles em 1992.
Os filhos dos coreanos americanos, juntos daqueles de outros asiáticos americanos, também seriam citados em manchetes e capas de revistas nos anos 80 pela quantidade deles presente em universidades de prestígio e em profissões de colarinho branco altamente qualificadas. A existência de status socioeconômico e educação favoráveis levaram à criação de uma imagem que retrata como uma "minoria modelo"  os grupos asiáticos como os coreanos. Dos anos 80 aos dias de hoje, um alto número de coreanos americanos e outros grupos da Ásia Oriental continuam a frequentar universidades de prestígio e juntos formam uma grande porcentagem dos profissionais de colarinho branco nos campos de medicina, direito, ciência da computação, finanças, e investimento bancário.

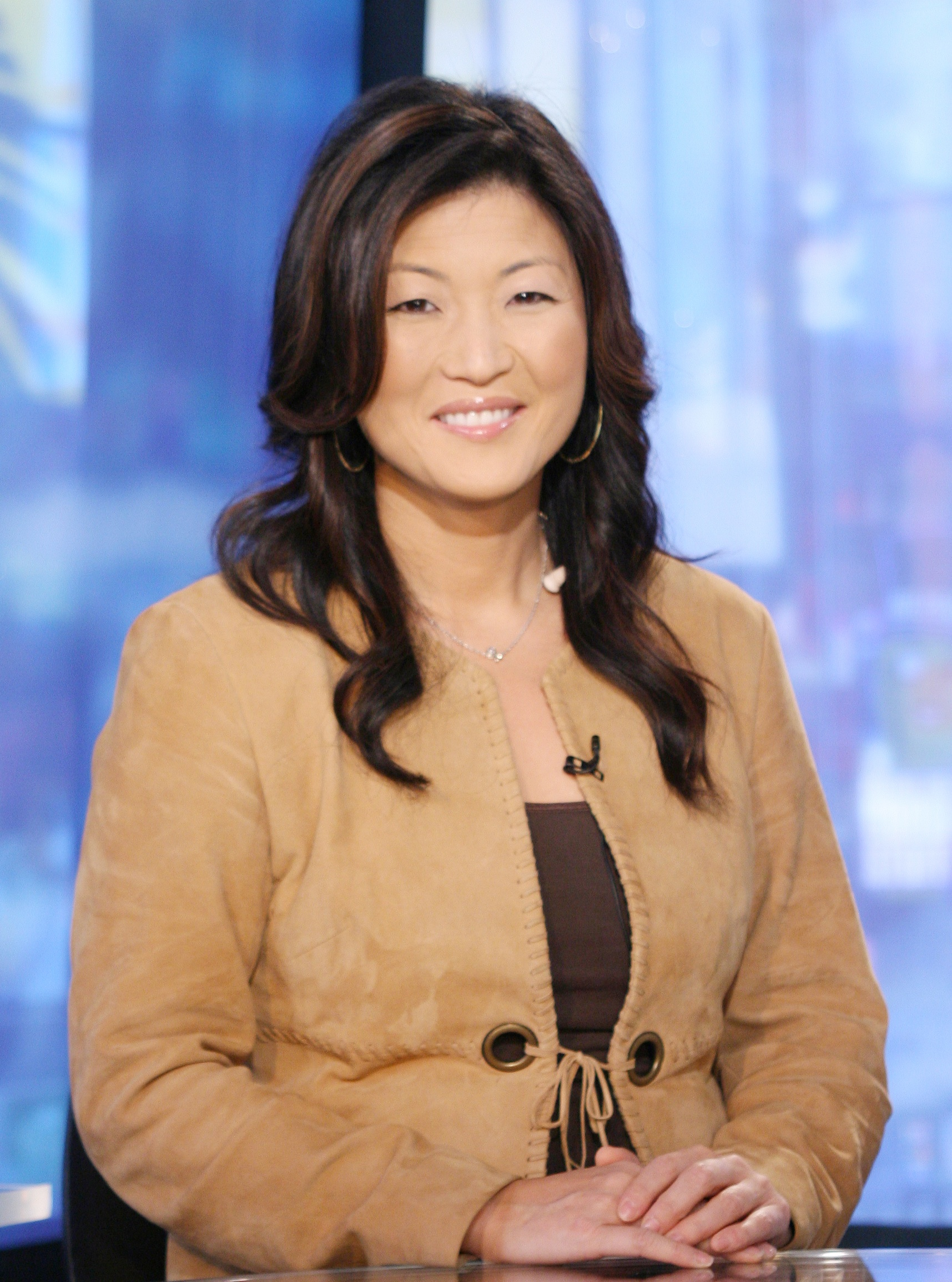
Juju Chang é uma jornalista norte-americana que trabalha para a ABC News e que atualmente é a âncora do programa Nightline.

A cidade de Los Angeles emergiu como um dos principais centros da comunidade coreano americana. Ela passou por uma rápida transição nos anos 90, com altos investimentos feitos por bancos e empresas coreanas, e com a chegada de dezenas de milhares de coreanos, além de um número ainda maior de hispânicos. Muitos empresários abriram pequenos negócios, e  sofreram fortemente com os Distúrbios de Los Angeles em 1992. Mais recentemente, foi percebido que a Koreatown de Los Angeles sofreu com uma perda de poder político perto de um redistritamento e com um aumento na taxa de criminalidade, o que incitou um êxodo dos coreanos que viviam na região. Além disso, como parte das consequências dos distúrbios de 1992, houve a saída de um alto número de coreanos do Sul da Califórnia em direção à
Área da baía de São Francisco, que no processo abriram negócios e compraram propriedades na região central de Oakland, o que promoveu o crescimento da Koreatown da cidade até o começo dos anos 2000, apesar disso esta vizinhança de Oakland testemunhou uma queda na sua população coreana, criada por causa de um êxodo de outras partes da Área da baía.
De acordo com Park (1998) a violência contra coreanos americanos em 1992 estimulou uma nova onda de ativismo político entre coreanos americanos, mas também os separaram em dois campos principais. Os "liberais" buscavam unir-se com outra minorias de Los Angeles para lutar contra a opressão racial e o uso de bodes expiatórios. Os "conservadores" enfatizavam a Lei e Ordem e geralmente favoreciam as políticas sociais e econômicas do Partido Republicano. Os conservadores costumavam enfatizar as diferenças políticas entre coreanos e outras minorias, especialmente negros e hispânicos. Abelmann e Lie (1997) relatam que o resultado mais profundo foi a politização dos coreanos americanos por todo os Estados Unidos. A geração mais nova sobretudo notou que estava pouco envolvida na política estadunidense, e o tumulto mudou sua atenção da Coreia do Sul para as condições nos Estados Unidos.

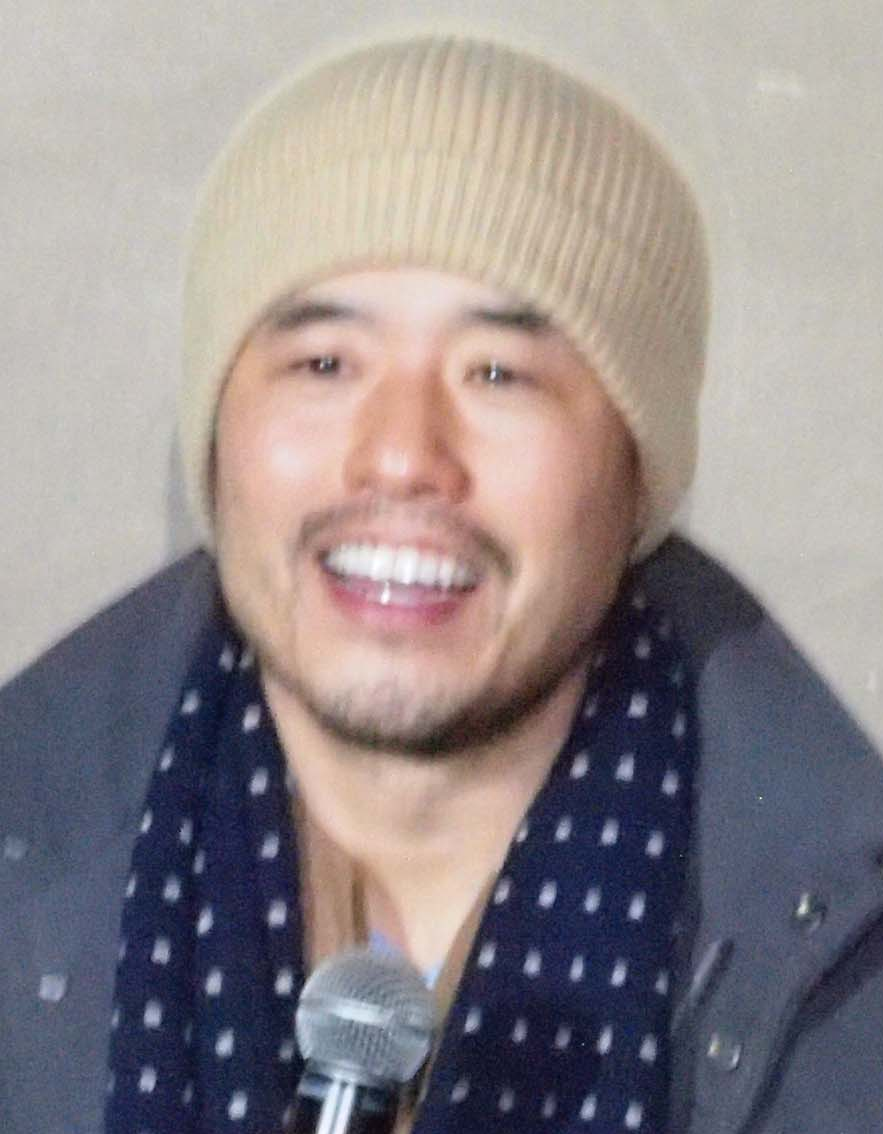
Randall Park, que no começo de 2015 retratou o pai de Eddie Huang, o dono de restaurante Louis Huang, na série de televisão Fresh Off the Boat, da ABC.

Uma alta quantidade de ricos profissionais coreanos se estabeleceram no Condado de Bergen (Nova Jérsia) desde o início dos anos 80 e fundaram diversas organizações de suporte acadêmico e comunitário, incluindo a Korean Parent Partnership Organization da escola de ensino médio Bergen County Academies e A Associação Coreano Americana de Nova Jérsia. O Holy Name Medical Center em Teaneck (Nova Jérsia), dentro do Condado de Bergen, se esforçou de maneira ambiciosa buscando prover serviços de saúde a certos pacientes coreanos, com pouca ou nenhuma cobertura de seguro, de diversas áreas utilizando seu Programa Médico Coreano, atraindo cerca de 1 500 pacientes coreanos americanos ao seu festival de saúde anual. A grande avenida do Condado de Bergen Koreatown no Parque Palisades emergiu como um grande nexo da cultura coreano americana, e seu Centro de Idosos proporciona um famoso local de encontro onde até mesmo avós coreanas foram encontradas seguindo a tendência da dança trazida pelo hit mundial Gangnam Style do rapper de "K-pop" sul-coreano Psy em setembro de 2012. O festival da colheita de Ação de Graças Coreano Chuseok tornou-se uma tradição anual no Condado de Bergen, contando com a presença de dezenas de milhares de pessoas.
A crescente comunidade coreana do Condado de Bergen foi citada na nomeação do advogado Jae Y. Kim de Hackensack (Nova Jérsia) ao Juiz da Corte Municipal Central pelo executivo do condado Kathleen Donovan em janeiro de 2011. Em janeiro de 2012, O Governador de Nova Jérsia, Chris Christie, nomeou o advogado Philip Kwon do Condado de Bergen para a justiça da Suprema Corte de Nova Jérsia, apesar de a nomeação ter sido rejeitada pelo Comitê Judiciário do Senado, e em julho de 2012 Kwon ter sido empregado como consultor geral adjunto da Autoridade Portuária de Nova Iorque e Nova Jérsia. De acordo com o jornal The Record do Condado de Bergen, o Departamento do Censo dos Estados Unidos determinou que a população coreano americana no condado - o censo de 2010 a determinou como 56 773 (aumentando para 63 247 segundo a American Community Survey de 2011) - aumentou o suficiente para justificar o uso de assistência linguística durante as eleições, e os coreanos do Condado de Bergen ganharam um respeito político significante. Até maio de 2014, os coreanos americanos possuíam pelo menos quatro assentos no conselho do Condado de Berge.

### Boicote de Flatbush
Em 1990, lojas pertencentes a coreanos americanos, localizadas na região de Flatbush no distrito de Brooklyn da cidade de Nova Iorque, foram boicotadas. O boicote foi iniciado pelo nacionalista negro Sonny Carson e durou seis meses, sendo conhecido como o boicote de Flatbush.

### Controvérsia das mulheres de conforto
Em maio de 2012, oficiais do distrito de Palisades Park (Nova Jérsia) no Condado de Bergen rejeitaram duas solicitações de duas delegações diplomáticas do Japão para remover um pequeno monumento de um parque público, uma placa de latão em um bloco de pedra, dedicada em 2010 à memória das mulheres de conforto, milhares de mulheres, muitas delas coreanas, que foram forçadas à se prostituírem por soldados japoneses durante a Segunda Guerra Mundial. Dias depois, uma delegação sul-coreana aprovou a decisão do condado. Porém, na vizinhança de Fort Lee, diversos grupos coreanos americanos não conseguiram chegar a um consenso quanto ao design e escolha de palavras para tal monumento. Em outubro de 2012, um memorial semelhante foi anunciado na vizinha Hackensack, para ser levantado atrás do Tribunal do Condado de Bergen, junto dos memoriais do Holocausto, da Grande Fome Irlandesa, e do Genocídio Armênio, e foi revelado em março de 2013.

### Controvérsia do Mar Leste
De acordo com o The Record, a Associação Coreano Americana de Nova Jérsia solicitou aos funcionários dos colégios do Condado de Bergen em 2013 que utilizassem livros didáticos que se também se referissem ao Mar do Japão com o nome de Mar Leste. Em fevereiro de 2014, legisladores do Condado de Bergen anunciaram esforços legislativos para incluir o nome Mar Leste aos futuros livros didáticos escolares de Nova Jérsia. Em abril de 2014, um projeto de lei que buscava reconhecer o Mar do Japão em suas referências também como o Mar Leste nos livros didáticos de Virgínia foi assinado como lei.

### Memorial da tragédia do ferry Sewol nos Estados Unidos
Em maio de 2014, a Biblioteca Pública de Palisades Park em Nova Jérsia criou um memorial dedicado às vítimas do trágico naufrágio do Sewol, ocorrido na costa sul-coreana em 16 de abril de 2014.

### Abusos em salões de manicure
De acordo com uma investigação conduzida pelo The New York Times em 2015, casos de abuso por parte dos proprietários de salões de manicure coreanos em Nova Iorque e Long Island cresceram de forma violenta, com 70 a 80% dos proprietários destes salões em Nova Iorque sendo coreanos (de acordo com a Associação de Salões de Manicure Coreanos Americanos). Sendo que o crescimento e a concentração no número destes salões em Nova Iorque é muito maior que o resto dos Estados Unidos desde 2000, segundo o Departamento do Censo dos Estados Unidos. Os abusos normalmente incluem salários abaixo do mínimo, falta de pagamento dos empregados pelos serviços prestados, condições de trabalho exigentes e/ou pobres, e estratificar as escalas de pagamentos e condições de trabalho dos empregados coreanos acima das dos não-coreanos.

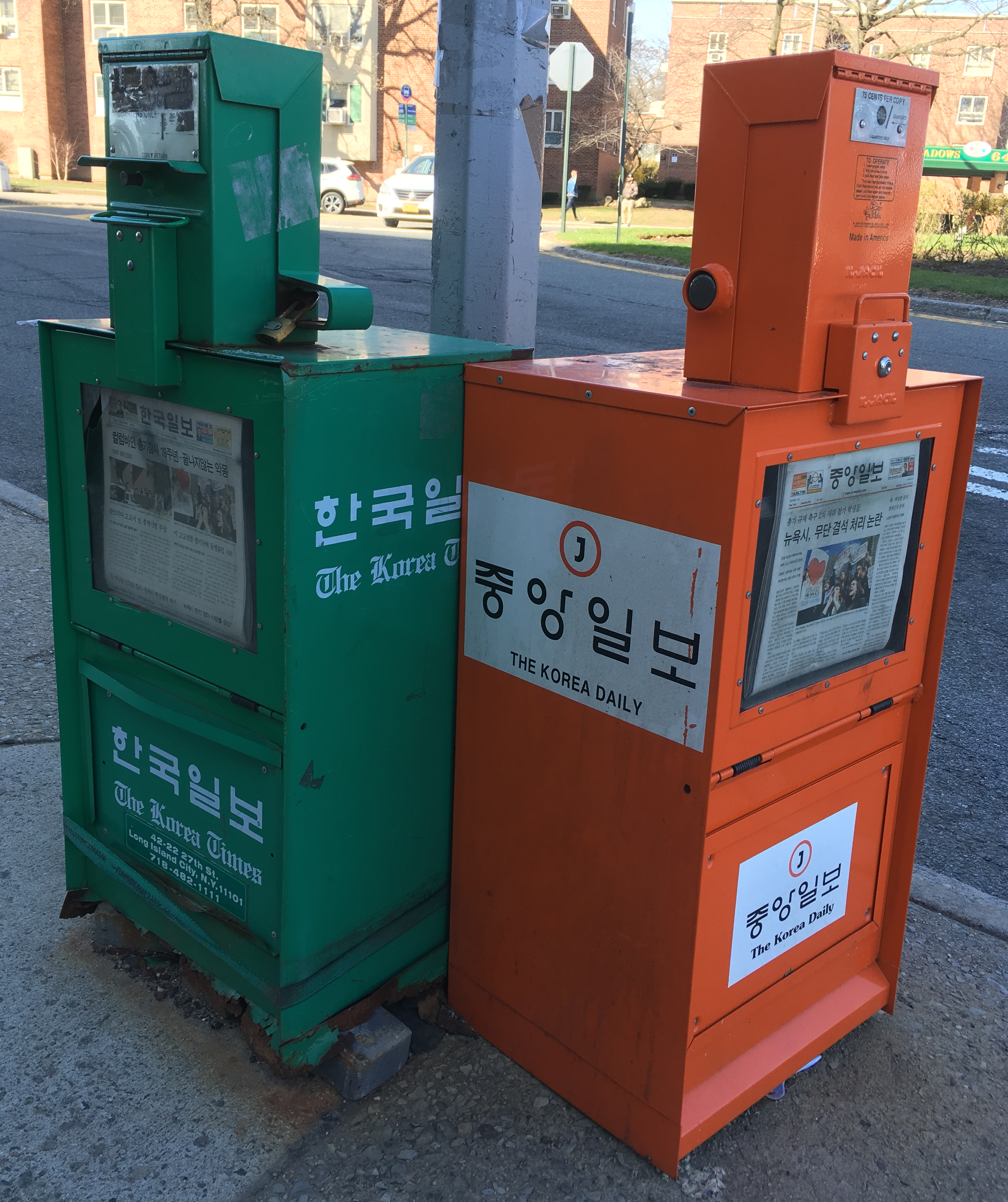
Máquinas vendendo jornais coreanos com rótulos em inglês e coreano

## Línguas
Coreanos americanos podem chegar a falar uma combinação da língua inglesa ou coreana dependendo do local onde nasceram e de quando imigraram aos Estados Unidos. Os novos imigrantes frequentemente utilizam uma mistura de coreano e inglês, uma prática conhecida como alternância de código linguístico.

## Memoriais
Um certo número de estados dos Estados Unidos declararam o dia 13 de janeiro como o Dia Coreano Americano para reconhecer o impacto e as contribuições dos coreanos americanos à sociedade.

## Política

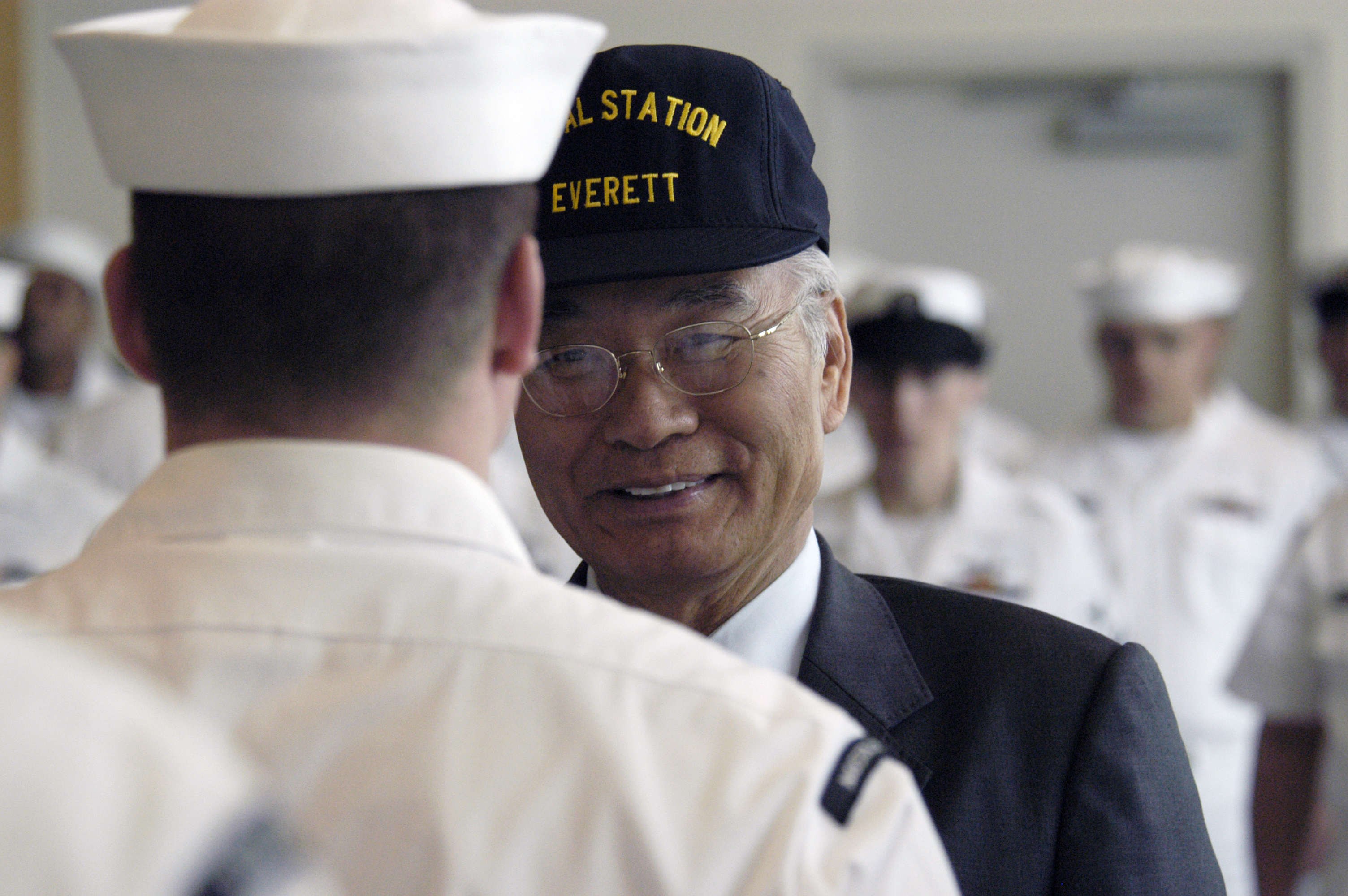
Senador do Estado de Washington, Paull Shin

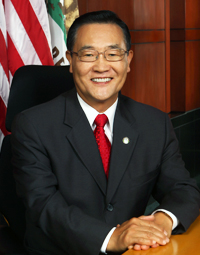
Steven Choi é um político do Partido Republicano dos Estados Unidos, e que representa o 68º Distrito de Assembleia pelo estado.

Em uma votação criada pelo Asia Times antes das Eleição Presidencial nos Estados Unidos de 2004, os coreanos americanos favoreceram por pouco o candidato republicano George W. Bush com uma margem de 41% contra os 38% do democrata John Kerry, com os 19% restantes votando para outros candidatos ou estando indecisos. Porém, de acordo com uma votação feita pela AALDEF, a maioria dos coreanos americanos que votaram na Eleição Presidencial de 2004 favoreceram o democrata John Kerry com 66% contra os 33% do candidato republicano George W. Bush. E outra votação feita pelo AALDEF sugeriu que a maioria dos coreanos americanos que votaram na Eleição Presidencial de 2008 favoreceram o democrata Barack Obama com 64% contra os 35% do republicano John McCain. Nesta eleição, os coreanos americanos favoreceram Barack Obama com 59% contra os 41% do candidato John McCain. De acordo com uma votação da Eleição de 2012, 77% dos coreanos americanos votaram no democrata Barack Obama, enquanto apenas 20% votaram no republicano Mitt Romney.  A votação também mostrou que 60% dos coreanos americanos se identificam como democratas, enquanto apenas 14% se identificam como republicanos.

## Religião
Coreanos americanos possuem uma ascendência fortemente cristã (principalmente protestante). Cerca de 70% a 80% dos coreanos americanos se identificam como cristão, sendo que 40% desses são constituídos de imigrantes que não costumavam ser cristãos quando chegaram aos Estados Unidos. As igrejas presbiterianas coreanas representam uma grande parte do corpo religioso, com a Igreja Presbiteriana Coreana Americana, a Igreja Presbiteriana Coreana na América e a Igreja Presbiteriana Coreana na América (Koshin) (parte da Igreja Presbiteriana na Coreia (Koshin)). Porém a maior parte dos presbiterianos coreanos são membros da Igreja Presbiteriana (EUA) e da Igreja Presbiteriana na América, sendo que ambas possuem diversos presbitérios da língua coreana espalhados pelo país.
Existem apenas 89 templos budistas coreanos nos Estados Unidos. O maior destes templos, o Templo Sa Chal de Los Angeles, foi estabelecido em 1974. Uma minoria de 2 a10% dos coreanos americanos são budistas. As razões consideradas para a conversão das famílias de imigrantes coreanos para o cristianismo incluem a rápida resposta das igrejas cristãs quanto às necessidades dos imigrantes, além de sua natureza comunal, já que os templos budistas adotam uma prática de espiritualidade individual e fornecem menos oportunidades de emprego e sociais, além da pressão exercida por outros coreanos para a conversão. A maioria dos coreanos americanos cristãos não praticam os ritos ancestrais confucionistas praticados na Coreia (na Coreia, a maioria dos católicos, budistas e descrentes praticam estes rituais).

## Culinária

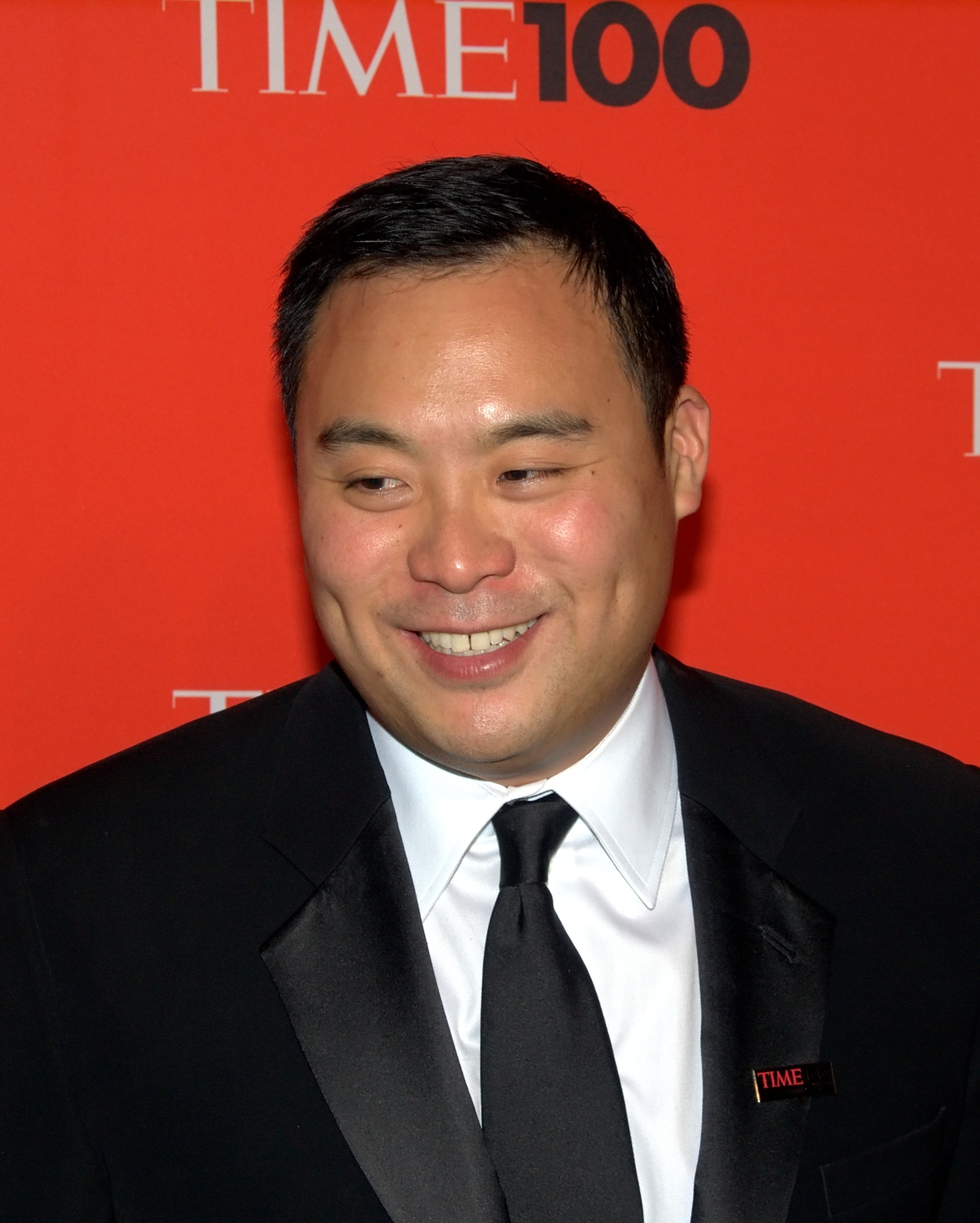
David Chang é um dono de restaurante, autor e personalidade de televisão dos Estados Unidos.

A culinária coreano americana pode ser descrevida como uma fusão entre a culinária coreana tradicional com cultura e sabores americanos. Pratos como os "tacos coreanos" surgiram em razão do contato entre os proprietários de bodegas coreanas e seus empregados mexicanos, na região de Los Angeles, espalhando-se de um food truck em novembro de 2008 para o cenário nacional dezoito meses depois.
De acordo com o chef de Cozinha Roy Choi (da Kogi Korean BBQ), o sundubu jjigae foi um prato desenvolvido por imigrantes coreanos em Los Angeles.

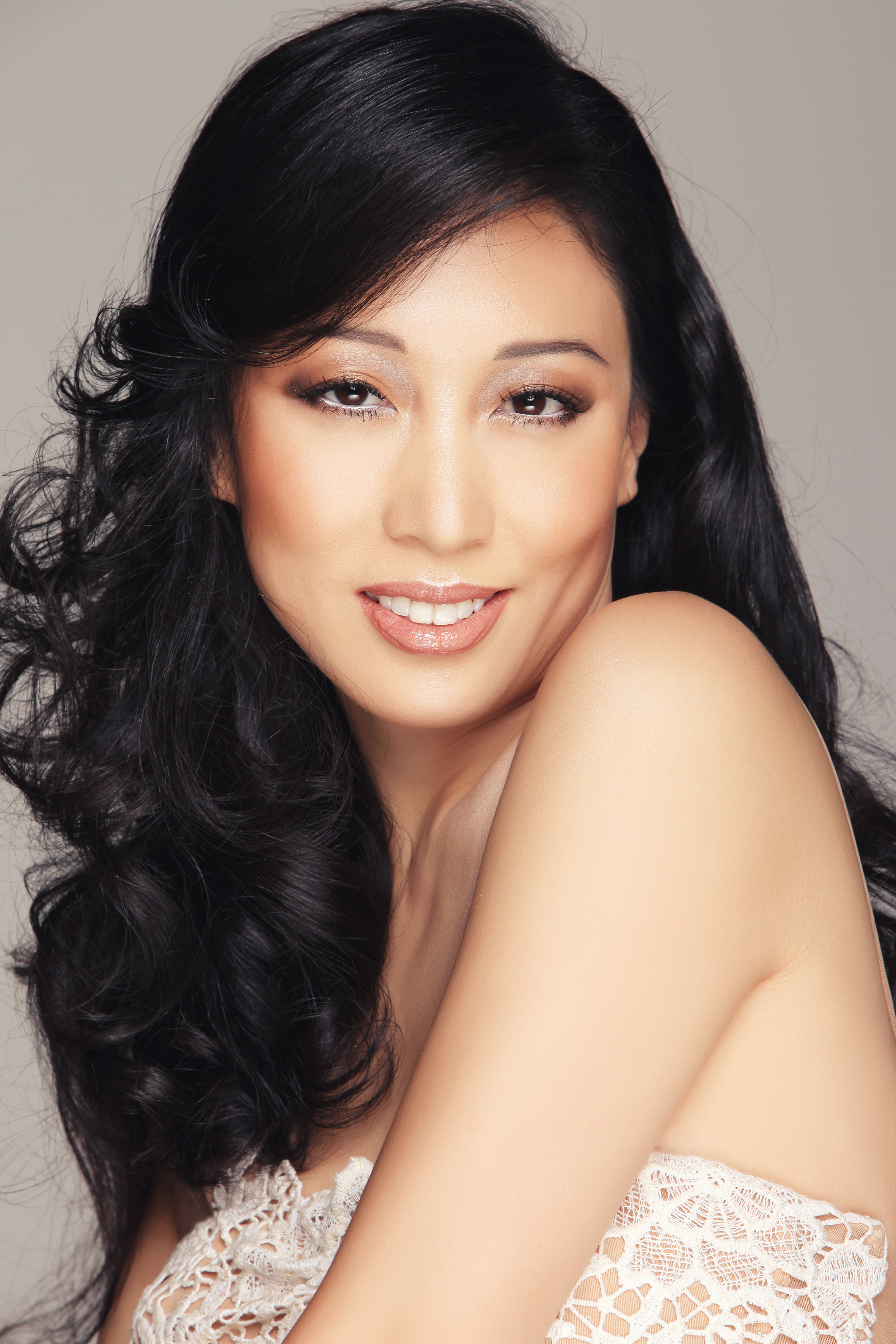
Judy Joo é a anfitriã do programa Korean Food Made Simple da Food Networks e faz parte do programa Iron Chef UK.

Chefs de cozinha frequentemente pegam sabores e técnicas de preparações coreanas que integrarão ao estilo com que costumam trabalhar (seja ele Tex-Mex, chinês, ou simplesmente norte-americana). Até mesmo uma das partes mais clássicas da dieta estadunidense, o hambúrguer, existe com um pequeno sabor coreano: o hambúrguer de bulgogi.
Com a crescente popularidade da amostragem culinária, chefs de cozinha, donas de casa, viciados em comida e aficionados em culinária vêm sendo mais ousados com suas escolhas, favorecendo pratos mais inventivos, étnicos, e de alguma especialidade. A culinária coreana, que já era popular por todo o conjunto de populações coreanas espalhadas pelos Estados Unidos, estreou em diversas Koreatowns encontradas em regiões metropolitanas como Los Angeles, Long Island, Nova Iorque, além de Palisades Park e Fort Lee no Condado de Bergen (Nova Jérsia), Annandale (Virgínia), Filadélfia, Atlanta, Dallas e Chicago. A culinária coreana é composta de sabores, cores, e estilos únicos e ousados; como extravagâncias picantes (kimchi, kaktugi, sam jang), pastas fermentadas (gochujang, ganjang, doenjang), pratos com macarrão (ramen and naengmyun), bolos de peixes e misturas de frutos do mar crus (tentáculos crus de polvo com molho picante, ouriço-do-mar recém cortado).
A Broad Avenue localizada em Palisades Park no Condado de Bergen (Nova Jérsia) se transformou em um destino para a degustação de sobremesas coreanas; enquanto uma faixa de oito quilômetros conhecida por seu Kimchi surgiu na Koreatown de Long Island.

## Imigração ilegal
Em 2012, o Departamento de Segurança Interna dos Estados Unidos estimou que existiam 223 000 "imigrantes ilegais" vindos da Coreia do Sul; eles foram considerados a sétima maior nacionalidade de imigrantes ilegais, atrás daqueles vindos do México, El Salvador, Guatemala, Honduras, Filipinas, e Índia.